# NGC 1544
NGC 1544 ist eine Galaxie vom Hubble-Typ S im Sternbild Kepheus am Nordsternhimmel. Sie ist schätzungsweise 183 Millionen Lichtjahre von der Milchstraße entfernt.
Das Objekt wurde im Jahre 1876 von Wilhelm Tempel entdeckt.